# Medberoende
Medberoende är ett tillstånd som kan drabba en person som lever tillsammans med en missbrukare, exempelvis en alkoholist, narkoman eller annat destruktivt eller problematiskt beteende. Den medberoende (personen) anpassar sitt beteende och sin personlighet efter den som är beroende i hopp om att kunna hjälpa. En del lär sig detta beteende redan som barn, medan andra har lärt sig det senare i livet.

## Karaktär
Det anses finns ett antal utmärkande drag hos ett medberoende beteendemönster. Dessa drag innefattar att känna sig ansvarig för andra människors beteende, ofta vara omedveten om vad man själv vill och behöver, känna sig säkrast när man ger, ofta attraheras av människor med behov, ofta attrahera människor med behov, känna sig uttråkad och tom om man inte har någon att hjälpa, överengagera sig, tro att ens beteende är andra människors fel.
En medberoende tenderar att komma från en problemfylld eller dåligt fungerande familj. Detta förnekar personen dock ofta. Den medberoende avfärdar komplimanger och beröm. Ofta är personen rädd för att bli avvisad och tror innerst inne att hen inte duger. Det är vanligt att en medberoende känner sig som ett offer. Ofta försöker personen bevisa att hen duger, och ett sätt att göra detta för sig själv och andra är att vara behövd.
I Flodhästen i vardagsrummet, en bok som handlar om medberoende, använder Tommy Hellsten följande definition: "Medberoende är en sjukdom eller ett sjukdomsliknande tillstånd som uppkommer då en människa lever nära en mycket stark företeelse och inte förmår bearbeta denna företeelse så att hon kan integrera den i sin personlighet, utan anpassar sig till den."

## Kritik
Medberoende är inte en erkänd diagnos och har kritiserats för att sakna vetenskapligt stöd och uppfylla de kriterier som krävs av en diagnos i de etablerade diagnossystemen ( exempelvis ICD och DSM). Det saknas empiriska studier som stödjer att anhöriga till personer med beroendeproblem skulle ha en viss personlighetsprofil så som medberoende ofta beskrivs som. Att lidandet och påfrestningen är stor bland anhöriga finns det dock studier som tydligt stödjer, men slutsatsen är att detta är normala krisreaktioner på en svår situation som inte bör betraktas som en "sjukdom". 